# Старе Лепкі
Старе Лепкі (пол. Stare Łepki) — село в Польщі, у гміні Ольшанка Лосицького повіту Мазовецького воєводства. Населення — 220 осіб (2011).

## Історія
За даними етнографічної експедиції 1869—1870 років під керівництвом Павла Чубинського, у селі Лепки проживали лише греко-католики, які розмовляли українською мовою.
У 1975—1998 роках село належало до Білопідляського воєводства.

## Демографія
Демографічна структура станом на 31 березня 2011 року:
|          | Загалом | Допрацездатний вік | Працездатний вік | Постпрацездатний вік |
| -------- | ------- | ------------------ | ---------------- | -------------------- |
| Чоловіки | 120     | 25                 | 79               | 16                   |
| Жінки    | 100     | 22                 | 58               | 20                   |
| Разом    | 220     | 47                 | 137              | 36                   |